# تيخورتسك
تيخورتسك (الروسية: Тихорецк) هي إحدى مدن روسيا في الكيان الفدرالي الروسي كراسنودار كراي.

## أعلام
- كونستانتين ماكاروف
- ديمتري كوزلوف
- رومان غيروس
- دينيس جوسيف